# 多森海姆
多森海姆（德語：Dossenheim）是德国巴登-符腾堡州的一个市镇。总面积14.16平方公里，总人口12688人，其中男性6079人，女性6609人（2011年12月31日），人口密度896人/平方公里。

## 友好城市
- 法國 勒格罗迪鲁瓦